# قرة غل (تشاراويماق)
قرة غل (بالفارسية: قره‌گل) هي منطقة سكنية تقع في قسم ورقه الريفي في إيران. يقدر عدد سكانها بـ 53 نسمة .